# L'Écrasement de tête
Albums de Sexion d'assaut
Les Chroniques du 75 Vol. 1
(2009) L'École des points vitaux
(2010)
Singles
L'Écrasement de tête est le premier street album du groupe Sexion d'assaut sorti le 4 mai 2009 chez Because Music.

## Historique
Si l'on ne tient pas compte de la discographie du 3ème Prototype (le groupe interne du collectif de la Sexion d'Assaut), L'Écrasement de tête est le premier projet du groupe. Ce dernier est alors était composé des membres du 3e Prototype et de Black Mesrimes, Doomams, Balistik et L.I.O (Balistik et L.I.O n'ayant toutefois pas fait la moindre apparition sur ce projet). Lefa a déclaré dans un magazine en 2009 que le 3ème Prototype n’existait plus depuis la sortie de L’Écrasement de Tête, par conséquent la Sexion d'Assaut est un groupe à part entière et non plus un collectif.
Ce disque va être le premier à connaître un succès important, et accroitre réellement la notoriété du groupe auprès du grand public. Le titre T'es bête ou quoi ? figure sur la B.O. du film Ong-Bak 2. Ce street album leur permet d'entamer leur première tournée avec de nombreuses dates dans toute la France dans des salles pleines, à leur grande surprise[réf. nécessaire].
Sur ce street album, on trouve exclusivement les membres de la Sexion d'assaut ou du Wati B, à savoir Maître Gims, Lefa, Barack Adama, Black Mesrimes, JR O Crom, Doomams, et Dry, à l'exception de Ania qui n'appartient ni à la Sexion d'assaut, ni au Wati B. Enfin, le fondateur de Wati B, Dawala, fait une apparition sur l'intro de l'album et sur le début du clip de Wati Bon Son.
Certaines paroles homophobes contenues dans les chansons L'Œil de verre, Cessez le feu et Choqué ont été dénoncées par la presse et l'association SOS Homophobie en 2010.

## Liste des morceaux

### Édition standard
| 1.  | Intro                         | Dawala                                                                            | 1:28 |
| 2.  | T'es bête ou quoi ?           | Maître Gims - Lefa - Barack Adama - Maska - Black M                               | 4:06 |
| 3.  | La Douille                    | Maître Gims - Barack Adama - Maska                                                | 3:51 |
| 4.  | À 30 %                        | Maître Gims                                                                       | 5:20 |
| 5.  | Ça vient de Paname            | Barack Adama - Lefa - Maître Gims - Doomams - JR O Crom                           | 3:45 |
| 6.  | Routine                       | Maître Gims - Lefa - Maska - Barack Adama - Black M                               | 5:35 |
| 7.  | Propagande                    | JR O Crom - Maître Gims - Barack Adama - Maska - Lefa                             | 4:57 |
| 8.  | L'Œil de verre                | Maître Gims - Lefa - Maska                                                        | 5:14 |
| 9.  | Tu t'es ficha                 | Maître Gims - Lefa - Black M                                                      | 3:29 |
| 10. | Interlude                     | Adams Diallo                                                                      | 2:08 |
| 11. | Choqué                        | Barack Adama - Maître Gims - JR O Crom - Black M                                  | 4:53 |
| 12. | Cessez le feu (feat. Ania)    | Lefa - Barack Adama - Maska - JR O Crom - Ania                                    | 4:36 |
| 13. | À la mode de chez nous        | Maître Gims - JR O Crom                                                           | 4:08 |
| 14. | Il est temps qu'on go         | Lefa - Barack Adama - Black M                                                     | 4:40 |
| 15. | Ça se ressent dans l'écriture | Barack Adama - Lefa - Black M                                                     | 4:07 |
| 16. | Cascadé                       | Lefa - Maître Gims - JR O Crom                                                    | 5:48 |
| 17. | Wati bon son (feat. Dry)      | Black M - Dry - Maître Gims - Lefa - JR O Chrome - Doomams - Maska - Barack Adama | 4:05 |
| 18. | Non coupable                  | Lefa                                                                              | 6:40 |

### Réédition
En 2011, les plateformes de téléchargement ne proposent plus l'album au complet mais une réédition nommée L'Écrasement de tête 2011[réf. nécessaire].
| Disque | Disque                        | Disque                                                                                 | Disque | Disque | Disque | Disque | Disque | Disque | Disque |
| No     | Titre                         | Paroles                                                                                | Durée  |        |        |        |        |        |        |
| ------ | ----------------------------- | -------------------------------------------------------------------------------------- | ------ | ------ | ------ | ------ | ------ | ------ | ------ |
| 1.     | Intro                         | Dawala                                                                                 | 1:28   |        |        |        |        |        |        |
| 2.     | T'es bête ou quoi ?           | Maître Gims - Lefa - Barack Adama - Maska - Black Mesrimes                             | 4:06   |        |        |        |        |        |        |
| 3.     | La Douille                    | Maître Gims - Barack Adama - Maska                                                     | 3:51   |        |        |        |        |        |        |
| 4.     | Ça Vient De Paname            | Maître Gims - Lefa - Barack Adama - Jr O Crom - Doomams                                | 3:44   |        |        |        |        |        |        |
| 5.     | Routine                       | Maître Gims - Lefa - Black Mesrimes - Maska - Barack Adama                             | 5:36   |        |        |        |        |        |        |
| 6.     | Propagande                    | JR O Crom - Maître Gims - Barack Adama - Maska - Lefa                                  | 4:57   |        |        |        |        |        |        |
| 7.     | Tu t'es ficha                 | Maître Gims - Lefa - Black Mesrimes                                                    | 3:29   |        |        |        |        |        |        |
| 8.     | Interlude                     | Barack Adama                                                                           | 2:08   |        |        |        |        |        |        |
| 9.     | À la mode de chez nous        | Maître Gims - JR O Crom                                                                | 4:08   |        |        |        |        |        |        |
| 10.    | Il est temps qu'on go         | Lefa - Barack Adama - Black Mesrimes                                                   | 4:40   |        |        |        |        |        |        |
| 11.    | Ça se ressent dans l'écriture | Barack Adama - Lefa - Black Mesrimes                                                   | 4:07   |        |        |        |        |        |        |
| 12.    | Cascadé                       | Lefa - Maître Gims - JR O Crom                                                         | 5:48   |        |        |        |        |        |        |
| 13.    | Wati bon son (feat. Dry)      | Black Mesrimes - Dry - Maître Gims - Lefa - JR O Crom - Doomams - Maska - Barack Adama | 4:05   |        |        |        |        |        |        |
| 14.    | Non coupable                  | Lefa                                                                                   | 6:40   |        |        |        |        |        |        |
| 59:07  |                               |                                                                                        |        |        |        |        |        |        |        |

## Clips
- À 30% (2 décembre 2008)
- T'es bête ou quoi ? (12 mars 2009)
- Wati bon son (30 avril 2009)
- T'es bête ou quoi ? (nouvelle version) (16 juillet 2009)

## Classements et ventes

### Ventes
L'album a été vendu à plus de 45 000 exemplaires.

### Classements
| Pays          | Meilleure position |
| ------------- | ------------------ |
| France (SNEP) | 36                 |